# Frida Amundsen
Frida Waage Amundsen (* 9. September 1992) ist eine norwegische Sängerin und Songschreiberin.

## Karriere
Im Herbst 2009 unterzeichnete die aus dem kleinen norwegischen Ort Vaksdal stammende Frida Amundsen ihren ersten Plattenvertrag mit der EMI Group. 
Zuvor hatte sie sich zusammen mit ihren beiden lokalen Produzenten Lars Hustoft und Yngve Høyland bei verschiedenen anderen Plattenfirmen beworben. Ihr Produzent ist bis heute Lars Hustoft.
Während der nächsten zwei Jahre arbeitete Amundsen sowohl an ihrem Schulabschluss als auch an ihrer ersten Single Closer. Sie wurde im Mai 2011 veröffentlicht. 
Ihr Debütalbum September Blue kam im April 2012 auf den Markt.

## Diskografie
Alben
- 2012: September Blue

Singles
- 2012: Closer (NO: Platin)[3]